# Holy Crap
"Holy Crap" é o segundo episódio da segunda temporada da série de televisão de animação Family Guy. Originalmente, foi exibido em 30 de setembro de 1999 na FOX. Mostra o pai de Peter, Francis, um devoto religioso,que foi demitido recentemente e veio visitar a família do filho, mas acaba sendo intolerante com os outros e torna a vida de seus familiares bastante miserável; o filho tenta criar um vínculo com seu pai, que sempre o tratou de forma negligente. Nada dá certo, até que Griffin resolve sequestrar o Papa ao tomar o lugar de seu motorista particular: assim, poderá resolver seus conflitos. O Papa chega na casa dos Griffins, onde tenta resolver os problemas. Depois de tudo, Peter se reconcilia com Francis, que é contratado para ser segurança do Papa durante sua estada nos Estados Unidos.

## Produção e desenvolvimento
Minha Nossa! é o segundo episódio da segunda temporada de Uma Família da Pesada. O episódio foi escrito por Danny Smith e dirigido por Neil Affleck. Para ajudar Smith, o dublador Mike Henry e Andrew Gormley atuaram na equipe de redação neste episódio, enquanto Ricky Blitt, Chris Sheridan e Neil Goldman atuaram como editores da história. Affleck recebeu auxílio dos diretores supervisores Peter Shin e Roy Allen Smith.
Holy Crap introduziu o personagem Francis Griffin, o obsessivo devoto católico romano pai de Peter. Ele retornaria em episódios futuros da série como Em Nome do Pai, do Filho e do Santo Fonz, Peter's Two Dads e Family Goy. É dublado por Charles Durning.
Em uma entrevista para a UGO, Seth MacFarlane comentou que sentiu que esse episódio foi um dois mais controversos produzidos pelo programa naquela época. O episódio da terceira temporada Quando se Faz um Pedido não foi exibido no canal Fox, pois os produtores o viram como ofensivo; MacFarlane disse que "o episódio que fizemos com o Papa, eu acho, foi muito mais ofesinvo para os católicos do que Weinstein foi para judeus. Penso que isso tem mais a ver com a política interna".
Juntamente com o elenco habitual, o baterista Andrew Gormley, a dubladora Olivia Hack, o ator Dwight Schultz e a atriz Florence Stanley participaram como convidados. A dubladora de personagens secundários Lori Alan também fez pequenas aparições.

## Enredo
O devoto religioso pai de Peter, Francis, é demitido de seu trabalho no moinho. Seu filho o leva para viver com sua família, mas acaba causando problemas quando ele discute com sua nora Lois, que é protestante, enquanto Peter é católico. Francis grita com seu neto mais velho, Chris, pois acha que está se masturbando no banheiro, sendo que na verdade, estava defecando; faz sua neta mais velha, Meg, se sentir culpada por estar de mãos dadas com um vizinho, além de contar histórias para dormir ao neto mais novo, Stewie, que falavam sobre punições esperadas por pecadores no inferno. Francis e seus ensinamentos fazem com que Chris se convença de que a defecação é um pecado e também deixa Stewie fascinado pela capacidade de Deus punir pecadores.
Francis é rapidamente contratado pela fábrica de brinquedos Happy-Go-Lucky, onde Peter trabalha; por causa de sua competência profissional, torna- se o patrão da indústria e demite seu próprio filho, dizendo que é um trabalhador e pai fracassado. Com isso, Peter se cansa de tentar satisfazer seu pai e primeiramente, não sabe o que fazer, mas descobre através das notícias que o Papa está visitando Boston. Decide ir até a cidade para "sequestrá-lo" e, assim, ele poderia dizer a Francis que seu filho é um bom pai e pessoa. Quando a figura religiosa chega na casa dos Griffins, Lois fica aterrorizada ao saber que seu marido o sequestrou. Contudo, o Papa aceita dizer que Peter é uma boa pessoa; antes da partida, Peter diz a Chris que as coisas que ocorrem no banheiro são entre ele e Deus, fala a Meg que está tudo bem ao se relacionar com garotos e mostra a Stewie como é amar a Deus, resolvendo todos os problemas criados por Francis nos netos.
Peter leva o Papa na fábrica de brinquedos, onde Francis fica sabendo o que realmente seu filho é. Após escutar Francis afirmando que o Papa está sendo muito compreensivo, ele leva isso como uma ofensa e começa a gritar, ameaçando-o de ser excomungado. Peter intervém e consegue se reconciliar com seu pai. Francis é perdoado pelo Papa e é contratado como segurando durante a estada do religioso nos Estados Unidos. No final do episódio, a mãe de Peter aparece na porta da casa da família e diz que quer viver com eles, entretanto, todos fogem para não aguentar outra visita.